# Xingu (2011)
Xingu ist ein brasilianischer Abenteuerfilm aus dem Jahr 2011. Er hatte am 3. November 2011 Weltpremiere im Teatro Amazonas in Manaus anlässlich des 8. Amazonas Film Festival und am 11. Februar 2012 auf der Berlinale 2012 seine Deutschlandpremiere und wurde in der Rubrik „Panorama“ präsentiert. Anschließend wurde er Dritter bei der Verleihung des Publikumspreises.

## Handlung
Er behandelt den Kampf der Brüder Villas-Boas um ein Schutzgebiet für die Indianerstämme entlang des Rio Xingu im Amazonasgebiet Brasiliens. Die Filmhandlung spielt von 1943 bis in die 1960er Jahre hinein und wurde 2011 unter Mitwirkung direkt betroffener Indianergruppen gedreht. Bilder und Ton ziehen den Zuschauer unter Verwendung von Detail- und Großaufnahmen in zunächst ganz unerwartete Situationen hinein.

## Produktion
Das Produktionsbudget lag bei etwa 13 Mio. Euro, wobei der Kosmetikkonzern Natura über ein Drittel davon beisteuerte.
Im Handel erschien er am 6. April 2012, produziert von O2 Filmes. Am 25. Dezember 2012 erschien eine vierteilige Fernsehversion unter dem Titel A Saga dos irmãos Villas-Boas und mitproduziert von Rede Globo.

## Kritik
„Regisseur Cao Hamburger porträtiert die Bräuche und Kultur der Stämme liebevoll und detailverliebt. Gleichzeitig schafft es der Film, nah an den Protagonisten zu bleiben und ihre persönliche Entwicklung aufzuzeigen. Erfolg und Rückschläge, Freude und Leid, Liebe und Tod liegen in der Wildnis nahe beieinander. Die Geschichte ist zwar spannend erzählt, hat aber dennoch einige Längen.“

## Auszeichnungen
- 2012: Prêmio Contigo Cinema, Jury Award for Best Cinematography
- 2012: Dritter Platz, Panorama Publikumspreis
- 2013: Special Jury Award, Guadalajara International Film Festival
- 2013: Best Art Direction (Melhor Direção de Arte), Grande Prêmio do Cinema Brasileiro